# Mount Morris (Michigan)
Mount Morris est une ville du comté de Genesee, dans l'État du Michigan, aux États-Unis. En 2020, sa population était de 3 170 habitants.